# Categoria protetta
Nel diritto del lavoro italiano con il termine categoria protetta si intendono tutte quelle persone (tipicamente affette da una qualche disabililità psico-fisica) che, nell'ambito del mercato del lavoro, godono di tutele particolari per l'inserimento nel mondo del lavoro in quanto ai sensi legge n° 68 del 12 marzo 1999 un certo numero di posti di lavoro devono essere ad esse dedicate.